# 常泰長江大橋
常泰長江大橋（じょうたいちょうこうだいきょう）は、長江下流域に建設中の橋で、常州市と泰興市を大橋で繋ぐことからその名が付けられた。この橋は長江に架かる橋の中で、高速道路、一般道路、都市間鉄道が一体化した初めての橋となる。完成後は常州と泰興の移動時間が30分短縮される。2019年1月に着工し2024年に完成予定。